# ミラノ県

ミラノ県
Città metropolitana di Milano

ミラノ県（ミラノけん、イタリア語: Città metropolitana di Milano）は、イタリア共和国ロンバルディア州に属する県級行政区画。県都ミラノはイタリア第二の都市であり、ロンバルディア州の州都でもある。
法制上の位置づけは、2015年1月1日に従来の県（Provincia）から大都市圏（Città metropolitana）に移行した。Città metropolitana di Milanoに対しては「ミラノ大都市」などの日本語訳がある。
イタリア語版ウィキペディア等では廃止された Provincia di Milano と新設された Città metropolitana di Milano が別項目になっているが、便宜上双方を「ミラノ県」として本項で扱う。

## 地理

### 位置・広がり
ロンバルディア州の西部に位置する県。県都ミラノは県域の中央部に位置し、パヴィーアから北へ約31km、コモから南南東へ約39km、ノヴァーラから東へ約44km、ベルガモから西南西へ約46km、ピアチェンツァから北西へ約61kmの距離にある。
隣接する県は以下の通り。
- モンツァ・エ・ブリアンツァ県 - 北
- ベルガモ県 - 北東
- クレモナ県 - 東
- ローディ県 - 南東
- パヴィーア県 - 南
- ノヴァーラ県 （ピエモンテ州） - 西
- ヴァレーゼ県 - 北西

県の南東に飛地があり、サン・コロンバーノ・アル・ランブロというコムーネになっている。

### 県内の地域と主要な都市
2001年の国勢調査に基づく居住地区（Località abitata）別人口統計によれば、人口4万人以上の都市は以下の通り。
- ミラノ -  1,251,132人
- セスト・サン・ジョヴァンニ - 78,846人
- チニゼッロ・バルサモ - 72,050人
- レニャーノ - 53,712人
- コローニョ・モンツェーゼ - 48,262人
- ロー - 47,317人
- ボッラーテ - 46,618人
- パデルノ・ドゥニャーノ - 45,192人

- ミラノ
- チニゼッロ・バルサモ

## 行政区画

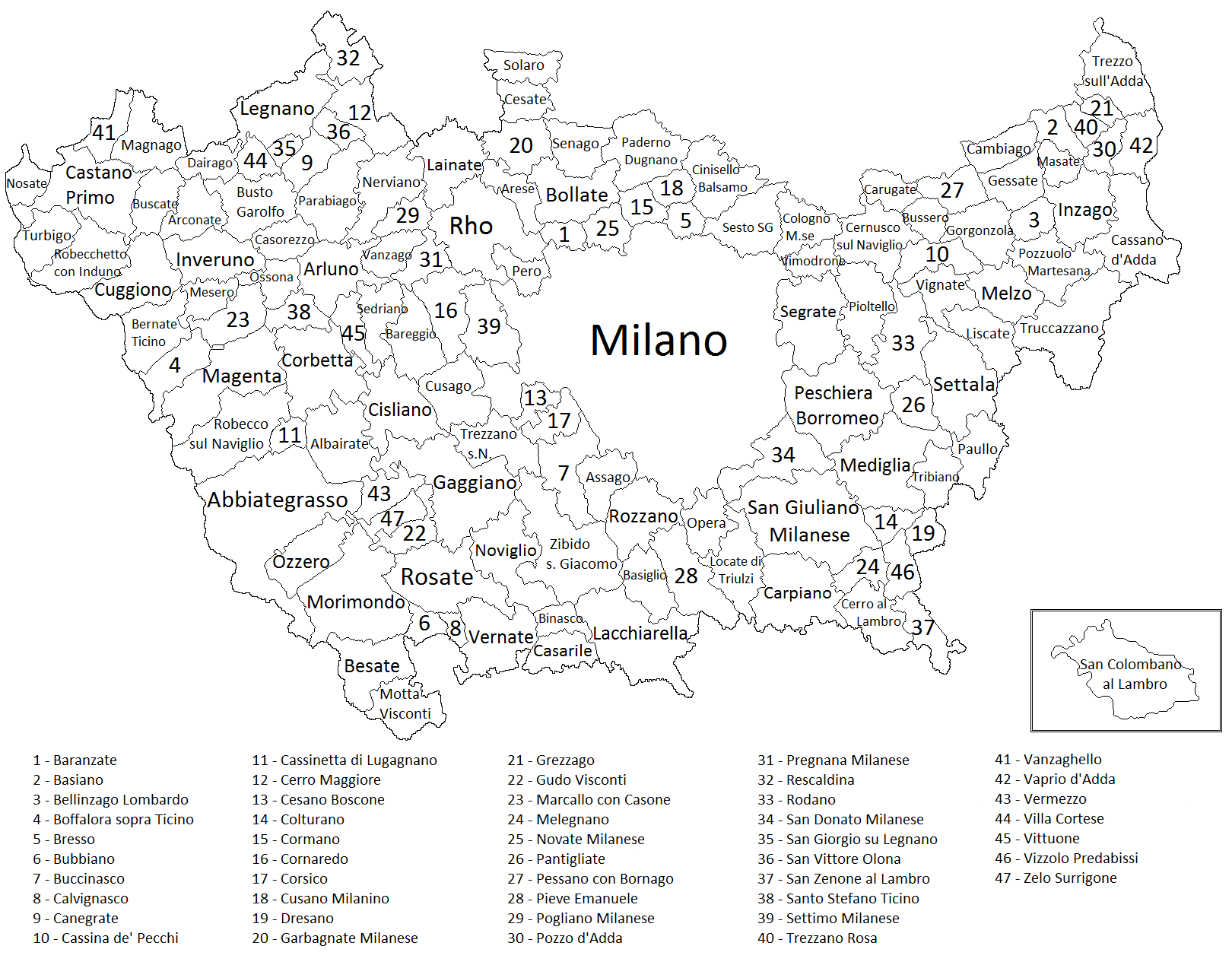
ミラノ県のコムーネ

1990年に南部がローディ県として、2004年に北部がモンツァ・エ・ブリアンツァ県として分離した。2021年現在、ミラノ県には133のコムーネが属する。主要なコムーネ（人口上位10位）は下表の通り。左端の数字はISTATコードを示す。人口は2021年1月1日現在。
| コード | 自治体名                       | 人口      |
| ------ | ------------------------------ | --------- |
| 015146 | ミラノ                         | 1,397,715 |
| 015209 | セスト・サン・ジョヴァンニ     | 80,589    |
| 015077 | チニゼッロ・バルサモ           | 73,537    |
| 015118 | レニャーノ                     | 58,938    |
| 015182 | ロー                           | 49,609    |
| 015166 | パデルノ・ドゥニャーノ         | 47,980    |
| 015081 | コローニョ・モンツェーゼ       | 46,687    |
| 015189 | ロッツァーノ                   | 41,323    |
| 015195 | サン・ジュリアーノ・ミラネーゼ | 38,274    |
| 015027 | ボッラーテ                     | 35,955    |

21世紀に入って以降、以下のコムーネ統廃合 (it:Fusione di comuni italiani) が行われている。
2019年発足
- ヴェルメッツォ・コン・ゼーロ（ヴェルメッツォ、ゼーロ・スッリゴーネが合併）

## 文化・観光
ミラノには多くの文化財がある。世界遺産「レオナルド・ダ・ヴィンチの『最後の晩餐』があるサンタ・マリア・デッレ・グラツィエ教会とドメニコ会修道院」もその一つである。

## スポーツ

### サッカー
県内に本拠を置くプロサッカークラブとしては以下がある。所属リーグは2012-13シーズン現在。
- ACミラン （ミラノ） - セリエA（1部リーグ）
- インテル・ミラノ （ミラノ） - セリエA

## 交通

### 主要な道路
おおむね北および西を優先し、通過点もしくはその近傍の地名を示す。〔　〕内は州外。
欧州自動車道路
- E35号線 : A9, A8, A50, A1
〔… - スイス国境 - コモ〕 - ミラノ - 〔ローディ - フィレンツェ - ローマ〕

主要な高速道路
- アウトストラーダ A1
ミラノ - 〔ローディ - ボローニャ - フィレンツェ - ローマ - ナポリ〕
- アウトストラーダ A4  (it:Autostrada A4 (Italia)) 
〔トリノ〕 - ミラノ北方 - 〔ベルガモ - ブレシア - ヴェネツィア - トリエステ〕
- アウトストラーダ A7  (it:Autostrada A7 (Italia)) 
ミラノ - 〔パヴィーア西方 - ジェノヴァ〕
- アウトストラーダ A8  (it:Autostrada A8 (Italia)) 
〔ヴァレーゼ〕 - ライナーテ - ミラノ
- アウトストラーダ A9  (it:Autostrada A9 (Italia)) 
〔キアッソ - コモ〕 - ライナーテ

### 鉄道
ミラノ市にはミラノ地下鉄があり、ミラノの衛星都市にも路線を伸ばしている。ミラノを中心とする都市間高速交通であるミラノ近郊鉄道が運行されている。

### 空港
ミラノ県内には以下の空港がある。
- ミラノ・リナーテ空港 （ミラノ、ペスキエーラ・ボッロメーオ）

ミラノ市の東約5kmにあるリナーテ空港には、近距離国際線と国内線が発着する。ミラノ周辺における最大の空港はミラノ市の北西40kmにあるミラノ・マルペンサ空港であるが、所在地はヴァレーゼ県ソンマ・ロンバルドである。